# Mil·límetre de mercuri
Un mil·límetre de mercuri, simbolitzat mmHg, és una unitat de mesura de pressió que no pertany al Sistema Internacional d'Unitats, equivalent a 133 322 Pa.
La seva equivalència amb el pascal Pa, unitat de pressió del Sistema Internacional d'Unitats, s'obté a partir de l'expressió que dona la pressió d'un cos sobre la seva superfície. En aquest cas la pressió exercida per una columna de mercuri d'1 mil·límetre d'alçària i una densitat de 13.595,1 kg/m³ en un lloc on el camp gravitatori té una intensitat de 9,806 65 N/kg.
{\displaystyle P=\rho \cdot g\cdot h=13595,1\,kg/m^{3}\cdot 9,80665\,N/kg\cdot 0,001\,m=133,322\,Pa}
Des del 2019 la Conferència General de Pesos i Mesures no la recull com a unitat acceptada. S'empra àmpliament arreu del món en la mesura de la pressió sanguínia.

## Història

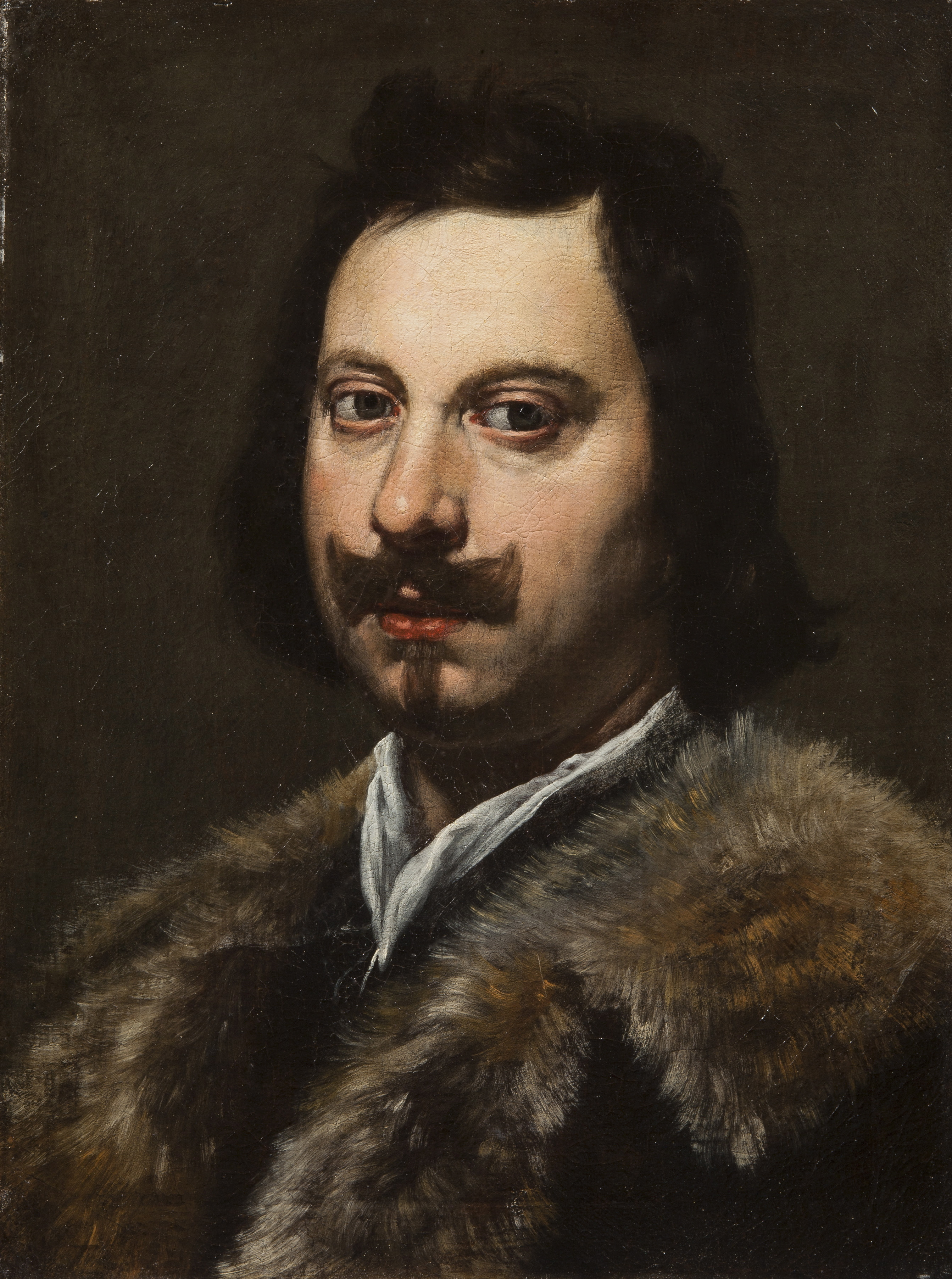
Evangelista Torricelli per Lorenzo Lippi (circa 1647).

A la península Itàlica dels anys 1630, sorgí una pregunta desconcertant. Els intents de bombar aigua de rius i pous per succió fracassaven quan la columna d’aigua arribava a uns 18 braços (11 m). Galileo Galilei (1564–1642) suggerí incorrectament que el límit s’imposava pel pes de l’aigua, de la mateixa manera que una corda es trencaria si se sotmetia a un pes massa gran, també es rompria una canonada si s’estirés massa. Cap al 1640, aquesta idea fou provada per Gasparo Berti (1600–1643). Instal·là una canonada de plom de 21 braços d’alçada al costat d’un edifici de Roma, amb un pot de campana de vidre a la part superior i claus de pas a la part superior i inferior. Emplenà d'aigua la canonada fins a la vora i la segellà, després submergí la part inferior dins d'un recipient amb aigua i obrí l’aixeta de la part inferior deixant un espai buit a la part superior. Quan tancà l’aixeta de la part inferior i obrí la superior, un corrent d’aire entrà de manera sorollosa dins la canonada. Una sonda mostrà que el nivell de l'aigua del tub era de 18 braços. La idea fou impactant perquè contradeia l’afirmació d’Aristòtil que el buit era una impossibilitat lògica, i semblava imposar una limitació a l’omnipresència i omnipotència de Déu.

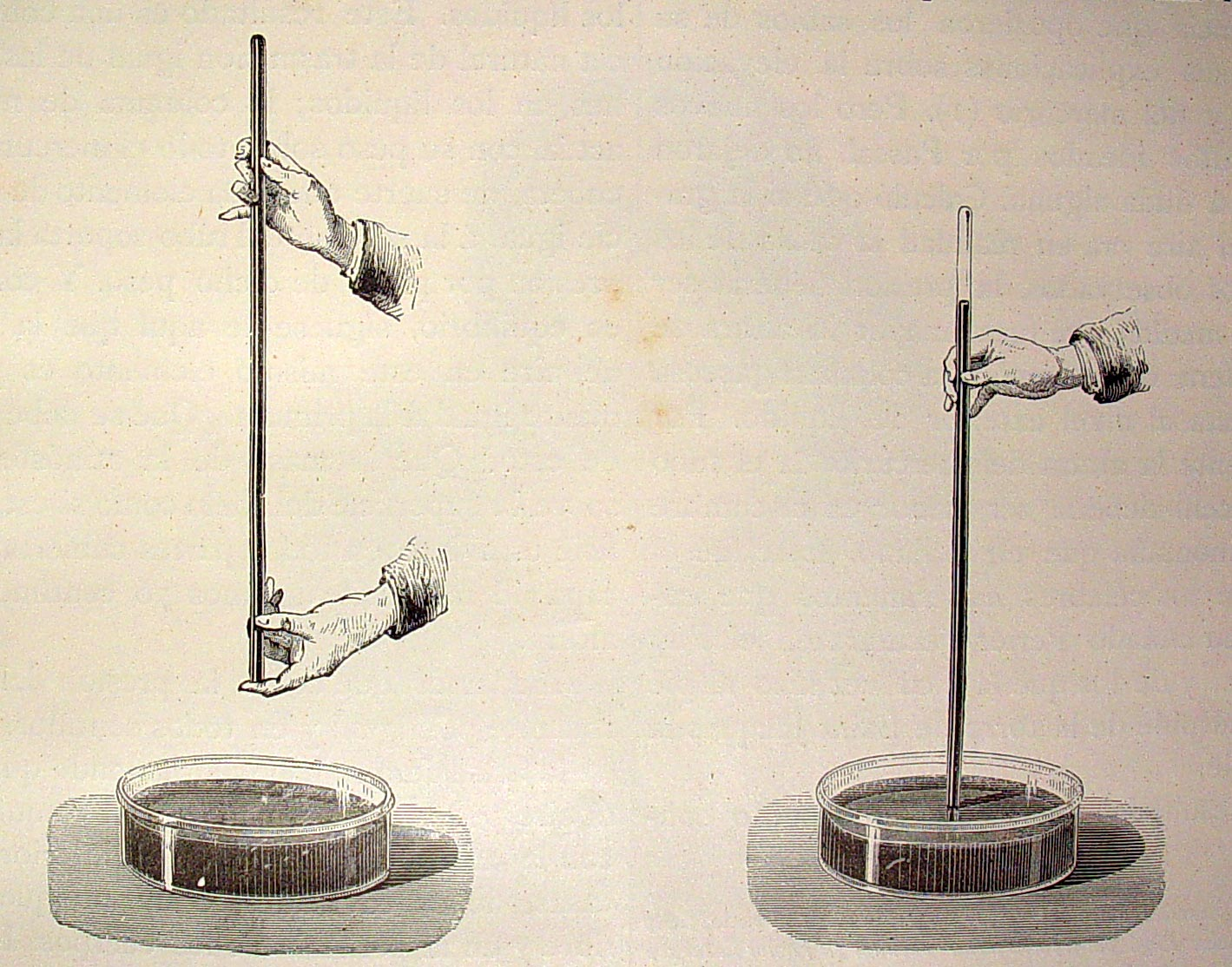
Experiment de Torricelli, segons una figura del 1882.

Evangelista Torricelli (1608–1647), un respectat fabricant de lents i matemàtic, cap al 1643 decidí estudiar el buit emprant mercuri en lloc d'aigua per poder emprar tubs més curts que els de Berti. És probable que fos el seu amic Vincenzo Viviani (1622–1703), el darrer ajudant de Galileu, qui dugué terme els experiments sota la direcció de Torricelli. Torricelli els descriví en una carta a un altre amic, Michelangelo Ricci (1619–1682). S'ompliren de mercuri diversos tubs de vidre de diferents diàmetres, segellats en un extrem. Després de col·locar un dit sobre l'obertura, s'invertiren els tubs i submergiren dins d'un recipient ple de mercuri. Quan s'obrien els tubs, el nivell del mercuri baixava fins a una alçada d’un braç, un quart i un dit més, deixant un espai aparentment buit. El seu buit es confirmà abocant aigua dins del recipient. Quan el fons del tub s'aixecà suaument fins al nivell de l’aigua, el mercuri sortí completament, mentre que l’aigua entrà violentament fins a omplir els tubs. Torricelli arribà a la conclusió que el pes del mercuri equilibrava el pes de l'aire pressionant el líquid del recipient. Torricelli havia demostrat l'existència del buit alhora que havia inventat del baròmetre de mercuri.
L'experiment de Torricelli causà una enorme commoció entre els científics i filòsofs, inclosos Marin Mersenne (1588–1648) i Blaise Pascal (1623–1662) a França. Aquests instal·laren dos tubs de Torricelli idèntics a la base d’una muntanya a França, el Puy de Dôme. Un fou portat al cim observant que el nivell del mercuri baixava constantment, cosa que confirmà la progressiva disminució de l’aire a l’atmosfera amb l’altitud. Aquest nou aparell, el baròmetre de Torricelli, permetia mesurar la pressió de l’atmosfera invisible a partir de l'alçada de la columna de mercuri. D'aquí sorgí la unitat de pressió com una altura del mercuri que passà a anomenar-se mil·límetre de mercuri després d'implantar-se el sistema mètric decimal.